# Variable SX Phoenicis
Una variable SX Phoenicis és un tipus d'estrella variable que presenta un comportament de pulsació de curt període que varia en escales de temps de 0,03-0,08 dies (0,7-1,9 hores). Tenen tipus espectrals en el rang A2-F5 i varien en magnitud fins a 0,7. En comparació amb el Sol, aquestes estrelles tenen una metal·licitat inferior, el que significa que tenen una menor abundància d'elements diferents de l'hidrogen i l'heli. També tenen velocitat espacial relativament alta i baixes lluminositats per a les estrelles de la seva classificació estel·lar. Aquestes propietats distingeixen les variables SX Phoenicis dels seus cosins, les variables Delta Scuti. Aquests últims tenen períodes més llargs, una forta metal·licitat i grans amplituds.
Les variables SX Phoenicis es troben principalment en clústers globulars i halos galàctics. El cicle de variabilitat té una relació de periodicidad-lluminositat. Totes les variables conegudes de SX Phoenicis en clústers globulars són estels blavosos. Són estrelles que apareixen més blaves (tenen una temperatura més alta) que les estrelles de la seqüència principal del mateix clúster que tenen lluminositats similars.

## Llista
La llista següent conté variables seleccionades SX Phoenicis que són d'interès per a l'astronomia amateur o professional. A menys que s'indiqui el contrari, les magnituds donades es troben a la banda V.
| Estrella          | Magnitud màxima | Magnitud mínima | Període(en dies) | Tipus espectral |
| ----------------- | --------------- | --------------- | ---------------- | --------------- |
| SX Phoenicis      | 6.76            | 7.53            | 0.055            | Un2V            |
| HD 94033          | 9.46            | 10.26           | 0.060            | B9IV/d'III      |
| DY Pegasi         | 10.00           | 10.56           | 0.073            | F5              |
| CY Aquarii        | 10.42           | 11.20           | 0.061            | B8              |
| AE Ursae Majoris  | 10.86           | 11.52           | 0.086            | Un9             |
| XX Cygni          | 11.28           | 12.13           | 0.135            | Un5-F5          |
| BL Camelopardalis | 12.92           | 13.25           | 0.039            |                 |
| BX Sculptoris     | 13.42           | 13.71           | 0.037            | Un              |

1. 1 2  Mode doble